# Tragopogon castellanus
Tragopogon castellanus là một loài thực vật có hoa trong họ Cúc. Loài này được Levier miêu tả khoa học đầu tiên năm 1881.